# بليزانت غروف
بليزانت غروف (يوتا) (بالإنجليزية: Pleasant Grove, Utah)‏ هي مدينة تقع في الولايات المتحدة في مقاطعة يوتا، يوتا. يقدر عدد سكانها بـ 34,519 نسمة ومساحتها 23.7 كم2 وترتفع عن سطح البحر 1,409 متر.

## التركيبة السكانية
حدّد مكتب تعداد الولايات المتحدة بيانات التركيبة السكانية لبليزانت غروف في تعداد الولايات المتحدة. في ما يلي، التركيبة السكانية حسب تعدادي 2000 و2010.

### تعداد عام 2000
بلغ عدد سكان بليزانت غروف 23,468 نسمة بحسب تعداد عام 2000، وبلغ عدد الأسر 6,109 أسرة وعدد العائلات 5,391 عائلة مقيمة في المدينة. في حين سجلت الكثافة السكانية 987.3 نسمة لكل كيلومتر مربع (2,557.1/ميل2). وبلغ عدد الوحدات السكنية 6,334 وحدة بمتوسط كثافة قدره 266.5 لكل كيلومتر مربع (690.2/ميل2).
وتوزع التركيب العرقي للمدينة بنسبة 95.15% من البيض و0.29% من الأمريكيين الأفارقة و0.38% من الأمريكيين الأصليين و0.54% من الأمريكيين ذوي الأصول الآسيوية و0.39% من سكان جزر المحيط الهادئ و1.75% من الأعراق الأخرى و1.50% من عرقين مختلطين أو أكثر و4.56% من الهسبانيون أو اللاتينيون من أي عرق.
بلغ عدد الأسر 6,109 أسرة كانت نسبة 61.7% منها لديها أطفال تحت سن الثامنة عشر تعيش معهم، وبلغت نسبة الأزواج القاطنين مع بعضهم البعض 77% من أصل المجموع الكلي للأسر، ونسبة 8.6% من الأسر كان لديها معيلات من الإناث دون وجود شريك، بينما كانت نسبة 2.6% من الأسر لديها معيلون من الذكور دون وجود شريكة وكانت نسبة 11.8% من غير العائلات. تألفت نسبة 9.2% من أصل جميع الأسر من عدة أفراد يعيشون في نفس المنزل ونسبة 3.6% كانت تتألف من شخص يعيش بمفرده يبلغ من العمر 65 عاماً أو أكثر. وبلغ متوسط حجم الأسرة المعيشية 3.83، أما متوسط حجم العائلات فبلغ 4.11.
بلغ العمر الوسطي للسكان 23.6 عاماً. وكانت نسبة 41% من القاطنين تحت سن الثامنة عشر، وكانت نسبة 11.3% بين الثامنة عشر والرابعة والعشرين عاماً، ونسبة 28% كانت واقعةً في الفئة العمرية ما بين الخامسة والعشرين والرابعة والأربعين عاماً، ونسبة 13.8% كانت ما بين الخامسة والأربعين والرابعة والستين، ونسبة 5.6% كانت ضمن فئة الخامسة والستين عاماً فما فوق. يوجد لكل 100 أنثى 101.0 ذكر، ويوجد لكل 100 أنثى في الثامنة عشر من عمرها فما فوق 98.6 ذكر.
بلغ متوسط دخل الأسرة في المدينة 52,036 دولارًا، أما متوسط دخل العائلة فبلغ 54,182 دولارًا. وكان متوسط دخل الذكور 42,042 دولارًا مقابل 23,296 دولارًا للإناث. وسجل دخل الفرد الخاص بالمدينة 15,268 دولارًا. وكانت نسبة 5.4% من العائلات ونسبة 6.8% من السكان تحت خط الفقر، وكان من هؤلاء نسبة 8.4% تحت سن الثامنة عشر ونسبة 3.1% في الخامسة والستين من العمر وما فوق.

## معرض صور

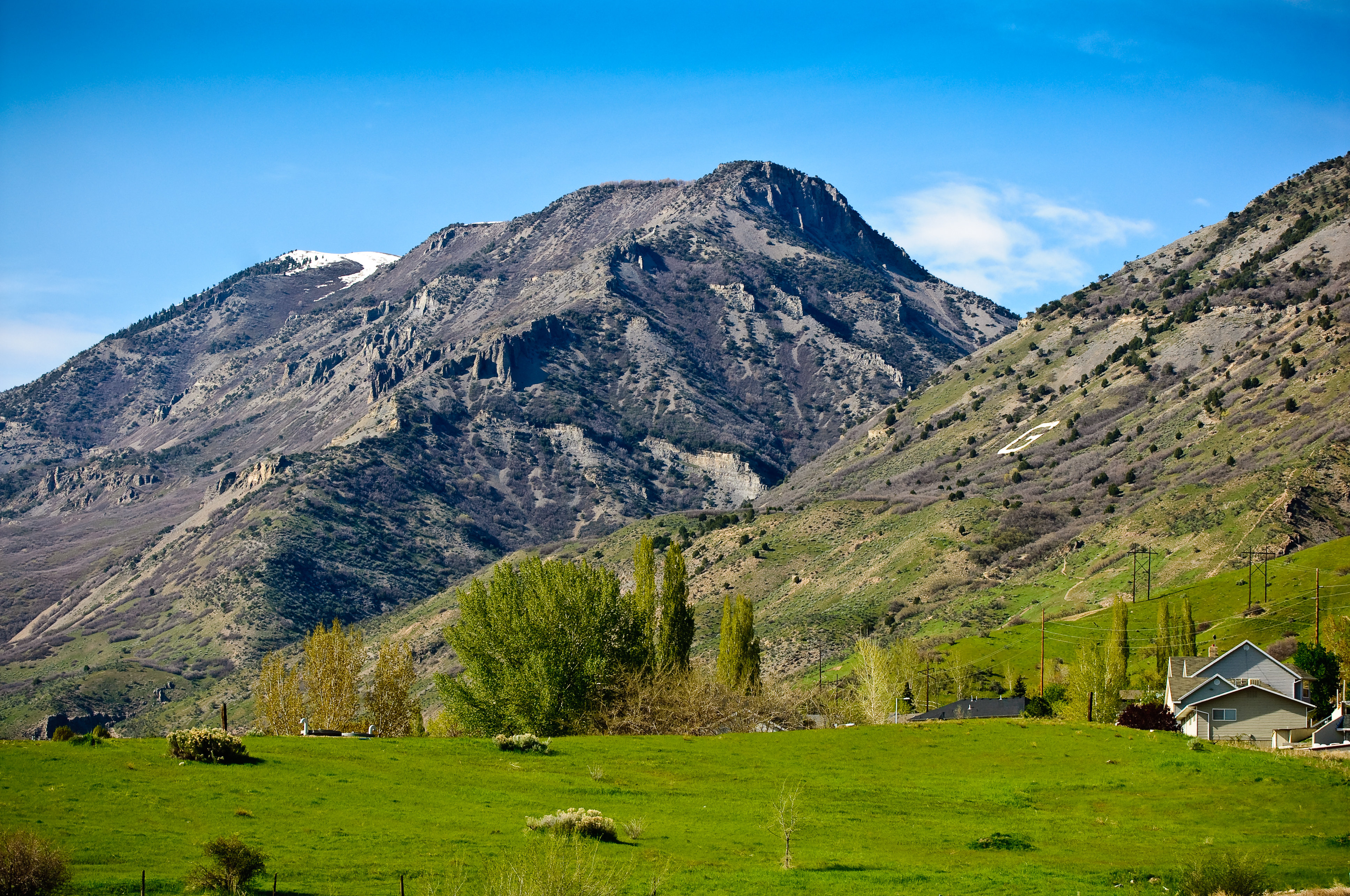
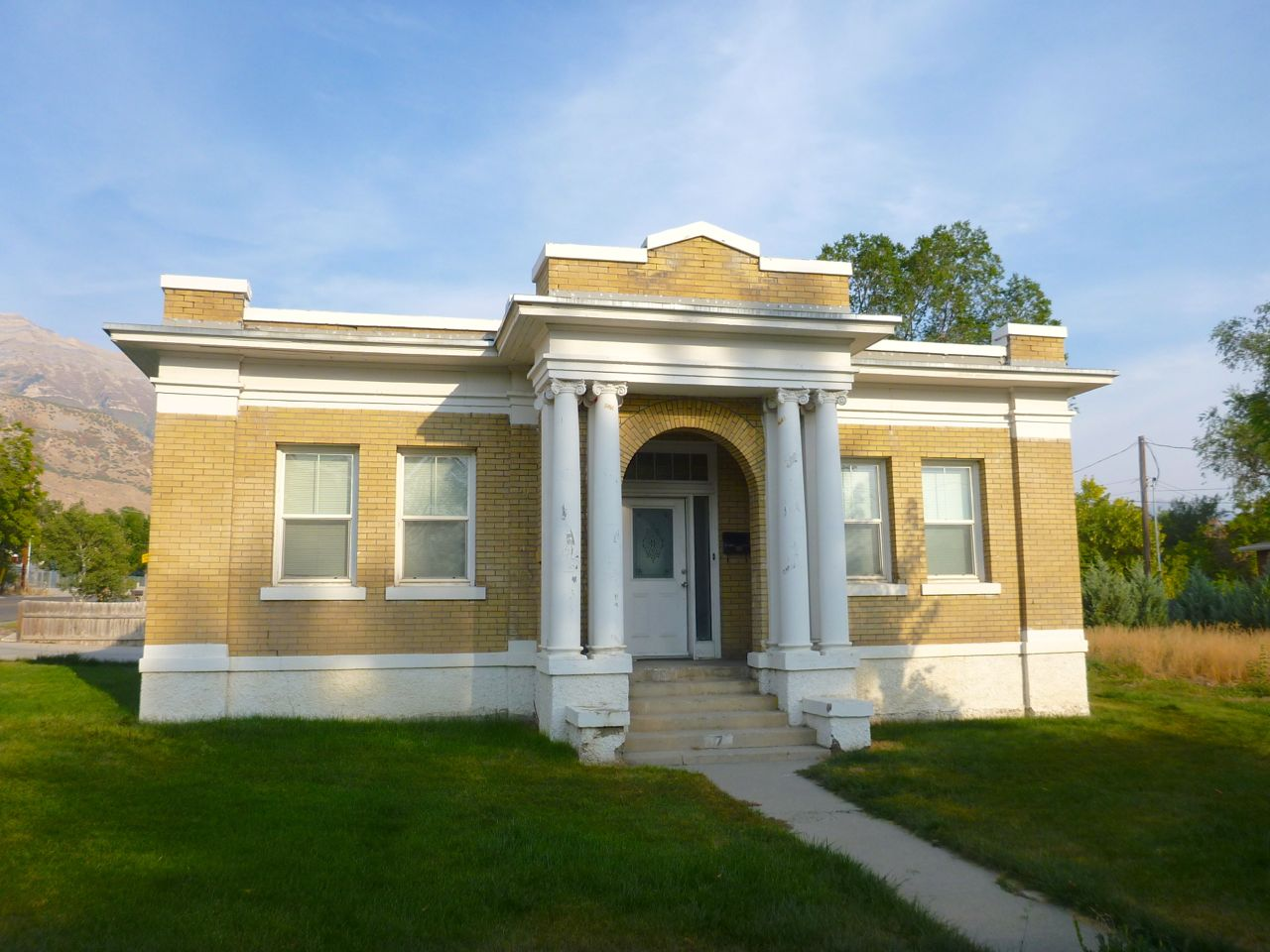
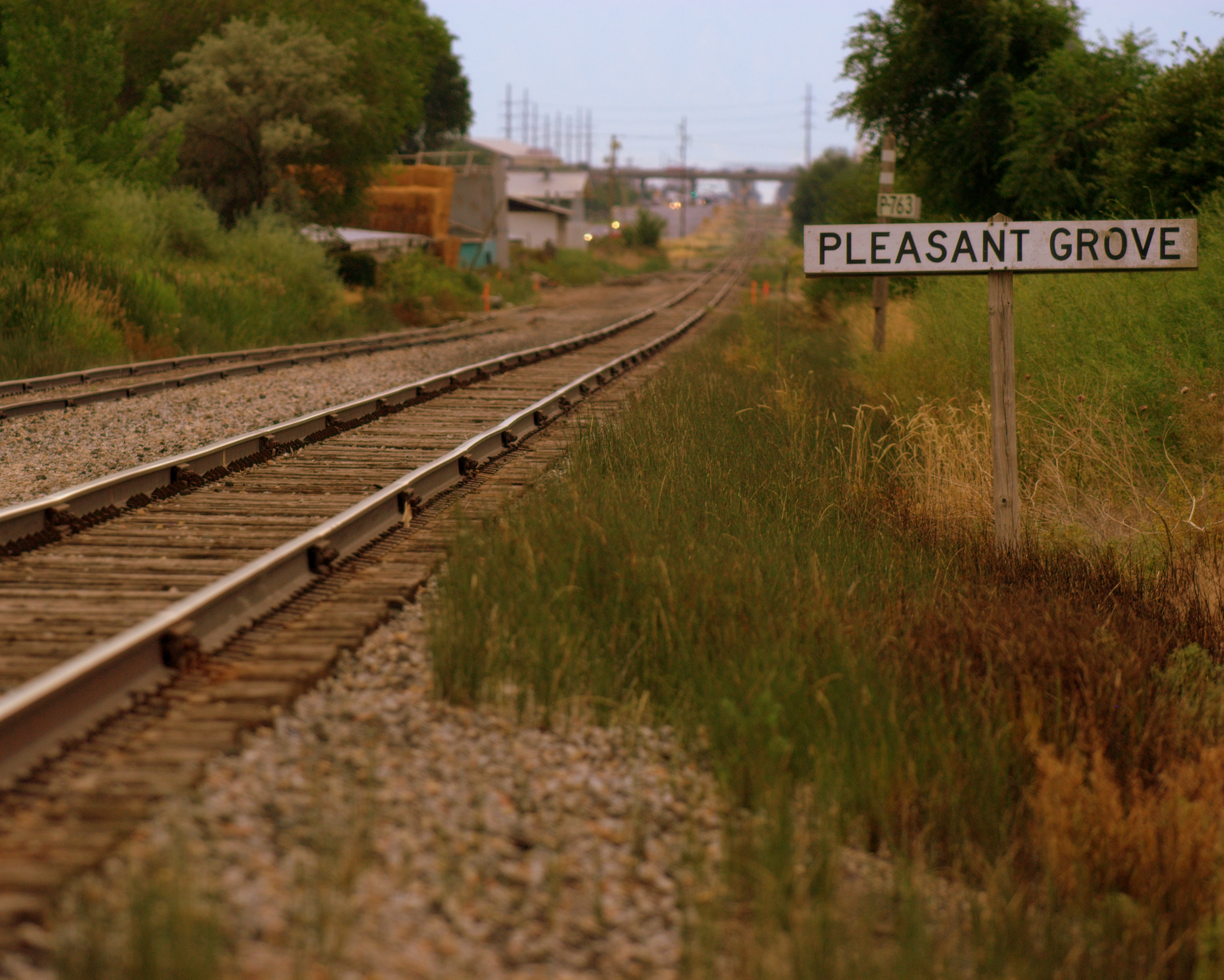
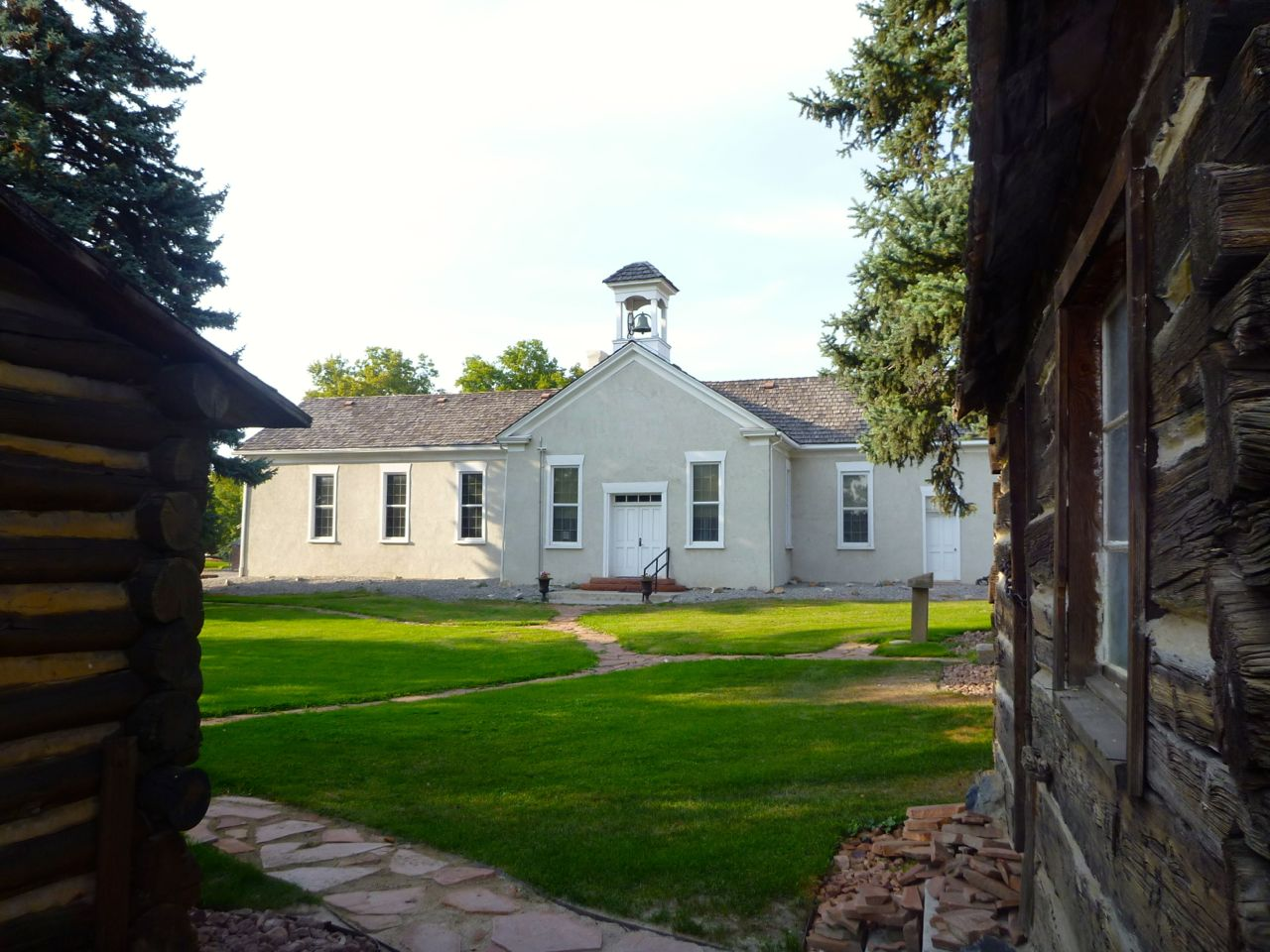

### تعداد عام 2010
بلغ عدد سكان بليزانت غروف 33,509 نسمة بحسب تعداد عام 2010، وبلغ عدد الأسر 9,381 أسرة وعدد العائلات 7,844 عائلة مقيمة في المدينة. في حين سجلت الكثافة السكانية 1,409.7 نسمة لكل كيلومتر مربع (3,651.1/ميل2). وبلغ عدد الوحدات السكنية 9,841 وحدة بمتوسط كثافة قدره 414 لكل كيلومتر مربع (1,072.3/ميل2).
وتوزع التركيب العرقي للمدينة بنسبة 92.09% من البيض و0.53% من الأمريكيين الأفارقة و0.41% من الأمريكيين الأصليين و0.93% من الأمريكيين ذوي الأصول الآسيوية و0.56% من سكان جزر المحيط الهادئ و2.87% من الأعراق الأخرى و2.61% من عرقين مختلطين أو أكثر و7.69% من الهسبانيون أو اللاتينيون من أي عرق.
بلغ عدد الأسر 9,381 أسرة كانت نسبة 55.3% منها لديها أطفال تحت سن الثامنة عشر تعيش معهم، وبلغت نسبة الأزواج القاطنين مع بعضهم البعض 71.1% من أصل المجموع الكلي للأسر، ونسبة 9.2% من الأسر كان لديها معيلات من الإناث دون وجود شريك، بينما كانت نسبة 3.4% من الأسر لديها معيلون من الذكور دون وجود شريكة وكانت نسبة 16.4% من غير العائلات. تألفت نسبة 12.6% من أصل جميع الأسر من عدة أفراد يعيشون في نفس المنزل ونسبة 4.2% كانت تتألف من شخص يعيش بمفرده يبلغ من العمر 65 عاماً أو أكثر. وبلغ متوسط حجم الأسرة المعيشية 3.57، أما متوسط حجم العائلات فبلغ 3.93.
بلغ العمر الوسطي للسكان 26.0 عاماً. وكانت نسبة 38.4% من القاطنين تحت سن الثامنة عشر، وكانت نسبة 10% بين الثامنة عشر والرابعة والعشرين عاماً، ونسبة 29.7% كانت واقعةً في الفئة العمرية ما بين الخامسة والعشرين والرابعة والأربعين عاماً، ونسبة 15.3% كانت ما بين الخامسة والأربعين والرابعة والستين، ونسبة 6.6% كانت ضمن فئة الخامسة والستين عاماً فما فوق. وتوزع التركيب الجنسي للسكان بنسبة 49.9% ذكور و50.1% إناث.

## أعلام
- سي جي ويلكوكس
- إرني لوبيز